# Constitution des États fédérés de Micronésie
Vous lisez un « article de qualité » labellisé en 2023.
Pour un article plus général, voir Politique dans les États fédérés de Micronésie.
Lire en ligne

Consulter

La Constitution des États fédérés de Micronésie est le texte fondamental des États fédérés de Micronésie. Elle est composée d'un préambule et de seize articles découpés en sections. Elle s'inspire fortement de celle des États-Unis. Norme suprême en termes de droit, aucun autre texte de droit ne peut lui être opposé. Il existe également une constitution propre à chacun des quatre États qui fixe leur organisation et leur fonctionnement.
La Constitution micronésienne résulte d'un cheminement politique vers l'indépendance souhaité par plusieurs des anciens districts du Territoire sous tutelle des îles du Pacifique, d'intenses négociations entre leurs représentants et d'un désir partagé par certains de se proposer un avenir commun. Rédigée en 1975, elle est adoptée en 1978 par Chuuk, Pohnpei, Kosrae et Yap, refusée par les Palaos et les Îles Marshall. Elle entre en vigueur le 10 mai 1979 mais n'est pas encore pleinement effective. Le 3 novembre 1986, les États-Unis déclarent la fin de la tutelle et la mise en application du Traité de libre-association signé entre les Américains et les Micronésiens. Le Conseil de sécurité des Nations unies acte la résiliation de la tutelle en décembre 1990.
La question de la sécession n’est pas abordée dans la Constitution mais la fragmentation ou la fusion des États est rendue possible. Ces sujets sont particulièrement pertinents dans ce pays.
La Constitution garantit les droits fondamentaux sauf ordonnance d'habeas corpus. Sont considérés comme citoyens toutes les personnes nées d'au moins un parent citoyen, quel que soit le lieu de naissance. Les citoyens et les sociétés entièrement détenues par des citoyens sont les seules à avoir le droit d’acquérir un titre de propriété. La double nationalité est interdite.
La Constitution prévoit une gouvernance démocratique et promeut un système de fédéralisme. Elle sépare les pouvoirs clefs entre les trois branches du gouvernement : le pouvoir législatif, le pouvoir exécutif et le pouvoir judiciaire. Le système micronésien est un entre-deux entre un gouvernement national fortement centralisé et unitaire et un système confédéral décentralisé qui permet la conservation des distinctions culturelles.
Le pouvoir législatif national est représenté par le Congrès des États fédérés de Micronésie, organe monocaméral. Le processus législatif micronésien reflète, de même que la composition du Congrès, le compromis entre la représentation des États et celle de la population. Le Président, chef de l'exécutif, et son vice-président, sont élus parmi certains sénateurs par l'ensemble des membres du Congrès. Le gouvernement national n’est autorisé à percevoir que des taxes sur les importations et les impôts sur le revenu. Il a l'autorité juridique sur les ressources marines et les revenus qu'elles génèrent.
La Cour suprême, plus haute juridiction du pays, est investie du pouvoir judiciaire. Elle est, entre autres, investie des affaires relevant de la Constitution et a la responsabilité de l'interpréter. Ses décisions doivent être conformes à la Constitution, la culture et la géographie micronésiennes. Ceci pose des problèmes lorsqu'il y a chevauchement entre le droit moderne et le droit traditionnel.
Tous les dix ans, un référendum automatique pose la question de la nécessité de la tenue d’une convention constitutionnelle.

## Contexte historique de son adoption

### La Micronésie sous administration américaine: entre intérêt et oubli

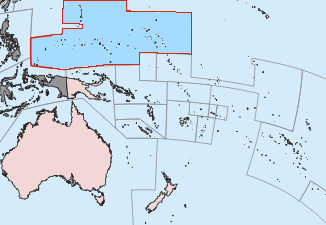
Localisation du Territoire sous tutelle des îles du Pacifique

À la fin de la Seconde Guerre mondiale, les États-Unis occupent la région de Micronésie auparavant possession du Japon. En 1947, les États-Unis se voient confier par l'Organisation des Nations unies, dans le cadre d'un mandat nommé Territoire sous tutelle des îles du Pacifique, l'administration des îles et archipels de la région de Micronésie formant les actuels États fédérés de Micronésie, Palaos, Îles Marshall et Îles Mariannes du Nord. L'espace ainsi couvert est divisé en six districts largement autonomes : les îles Mariannes où se trouve Saipan la capitale du territoire sous tutelle, Yap, Palaos, Truk (actuellement Chuuk), Ponape (actuellement Pohnpei) et les îles Marshall.
Les États-Unis et les Nations unies prêtent cependant peu d'attention à ces territoires océaniens et aux récriminations des populations, classées parmi les plus pauvres du monde, jusqu'à une mission des Nations unies dans la région pendant l'administration Kennedy. Les crédits affectés ont alors été doublés, passant de 6,8 millions de dollars en 1962 à quinze millions de dollars en 1963. Ils permettent le développement des infrastructures de base, l'augmentation des services médicaux, l'amélioration des moyens de transport et de communication, le versement de salaires pour le personnel travaillant dans l'administration de tutelle et la création d'un système éducatif de style occidental. Toutefois, presque rien n'est fait pour promouvoir l’autosuffisance économique, et le programme d'éducation américain à marche forcé produit plus qu'il n'en est nécessaire localement de nombreux cols blancs, ce qui provoque une migration vers les États-Unis, et au niveau local, du chômage et du sous-emploi. Sous l'administration de tutelle, les crédits monétaires américains et les emplois publics constituent la principale source de revenus pour bien plus de la moitié de la population active. L'historien Dirk Ballendorf estime que « le degré d'influence des États-Unis sur les aspects sociaux, politiques et économiques de la vie micronésienne a été écrasant par rapport aux colonisateurs précédents ».

### Les débuts d'une politique visant à l'autonomie puis à l'indépendance
La création du Congrès de Micronésie en 1965, par un arrêté du secrétaire du Département de l'Intérieur des États-Unis, est une étape majeure vers l'autonomie gouvernementale. Le Congrès de Micronésie envisage rapidement de mettre fin à la tutelle. En 1967, le président américain Lindon B. Johnson appelle sans succès le Congrès américain à adopter une loi pour un plébiscite dans lequel les Micronésiens seraient invités à s'associer de manière permanente aux États-Unis. De véritables négociations avec l'administration américaine sur le futur statut politique de la région démarrent en 1969,. La position américaine est alors celle d'une association de fait, c'est-à-dire sans personnalité juridique. Elle évolue rapidement en une association étroite avec les États-Unis et enfin, en 1971, à la libre association. L'objectif est de répondre aux normes internationales minimales de décolonisation, de garantir la protection des intérêts stratégiques et économiques américains, tout en optant pour un contrôle tolérable pour les Micronésiens. L'indépendance n'est donc pas envisagée. De son côté, le Congrès de Micronésie est favorable à une indépendance à terme mais en tant qu'aboutissement d'un processus nécessitant entre-temps un partenariat avec les États-Unis — une libre association — en raison du manque d'infrastructures et de l'extrême dépendance économique. Aucun des territoires micronésiens ne possède suffisamment de ressources naturelles et n'est suffisamment développé pour offrir à sa population plus qu'un niveau de vie modeste. Le but du Congrès est également d'arriver à concevoir un gouvernement national répondant aux besoins d'une population culturellement très hétérogène.

### Les bases militaires américaines à l'origine de dissensions

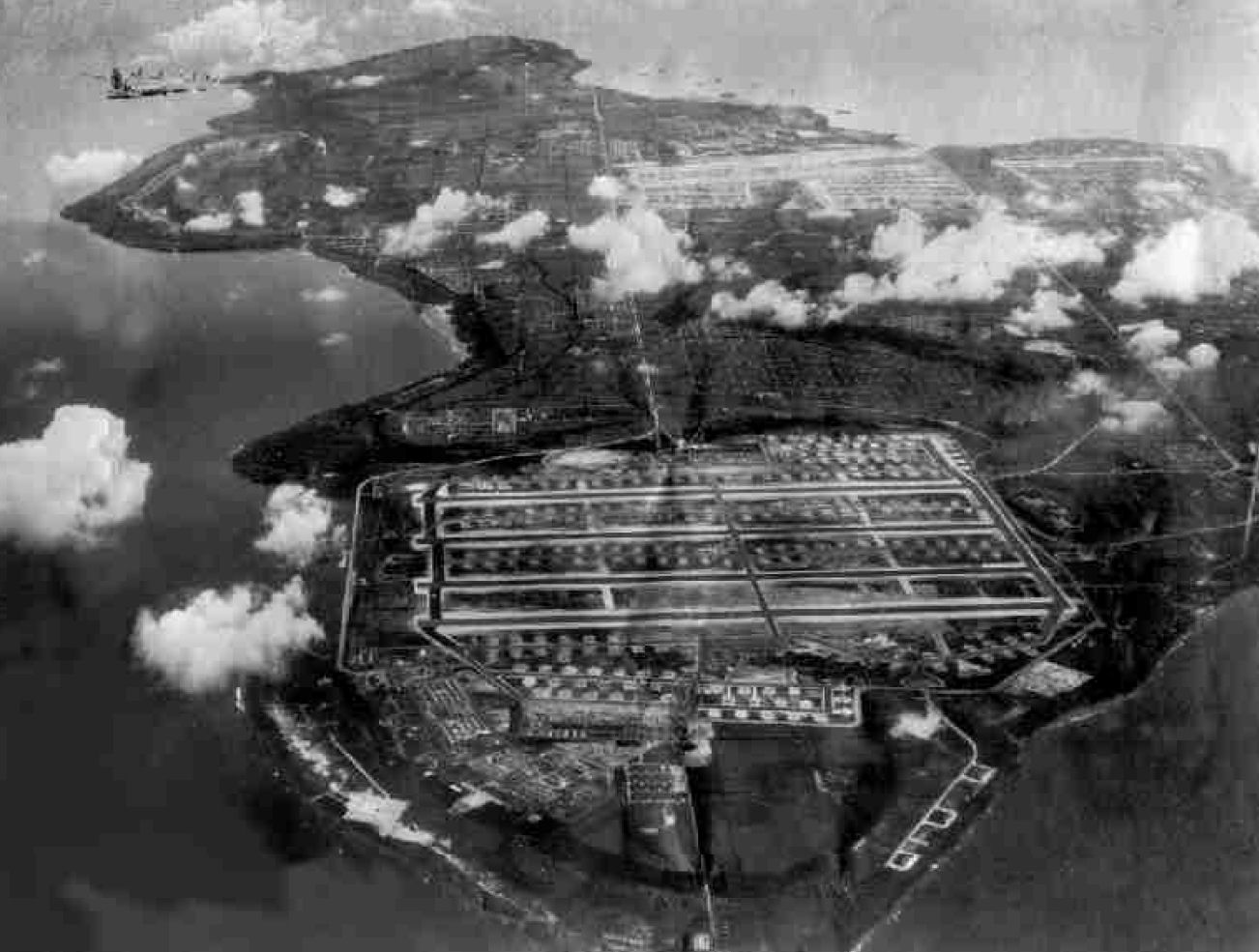
De l'ancienne base militaire aérienne de North Field sur Tinian aux Îles Mariannes du Nord partirent les avions ayant procédé aux bombardements atomiques d'Hiroshima et Nagasaki. Tinian est toujours le siège d'une importante présence militaire américaine.

Les États-Unis sont rapidement confrontés au fait que trente ans d'unité administrative n'ont pas permis d'unir les groupes insulaires micronésiens. Des différences philosophiques apparaissent entre 1969 et 1972. Les États-Unis portent en outre un intérêt particulier aux Îles Mariannes du Nord, aux Palaos et aux Îles Marshall pour l'implantation possible de bases militaires. Des contreparties financières importantes, que ces trois districts ne souhaitent pas partager, sont donc attendues et renforcent les sentiments de sécessions,. Il existe également aux Palaos un projet de construction d'un immense dépôt de transbordement de pétrole brut japonais-iranien.
Les Palaos et les Îles Marshall souhaitent entretenir avec les États-Unis un statut de libre association qui, tout en maximisant l'autonomie interne et l'établissement de leur propre personnalité juridique internationale, leur permette de mieux bénéficier des crédits américains. Ils considèrent que l'unité politique aboutit à un drainage de leurs ressources vers les trois districts de Yap, Ponape et Truk, plus peuplés et moins bien dotés. Dans le cas des Îles Mariannes du Nord, le séparatisme est encouragé par les Américains. Depuis 1963, les Chamorros des îles Mariannes du Nord réclament aussi une relation étroite et permanente avec les États-Unis. Ces derniers acceptent de l'envisager et ouvrent des négociations séparées en 1972.
La position de l'administration Nixon est, pour les six districts restants, celle d'une entité politique unique fédérale sous le nom d'États fédérés de Micronésie. Elle souhaite que le futur Traité de libre-association qu'elle entend faire signer aux Micronésiens ait prééminence sur la future Constitution micronésienne, ce que refusent les districts de Micronésie. Dans ce combat politique, la CIA est chargée d'espionner les négociations entre Micronésiens.
En 1975, le Congrès de Micronésie prend conscience que l'établissement d'un gouvernement constitutionnel est nécessaire pour se prémunir d'une intrusion permanente des intérêts américains dans la souveraineté micronésienne et d'une désintégration politique complète. Il est donc promulgué un statut appelant à une convention constitutionnelle. La même année, avec l'indépendance de la Papouasie-Nouvelle-Guinée, le Territoire sous tutelle des îles du Pacifique est le dernier des onze territoires sous tutelle créés par l'ONU encore existant, et la pression politique sur les États-Unis devient forte.

### La convention constitutionnelle

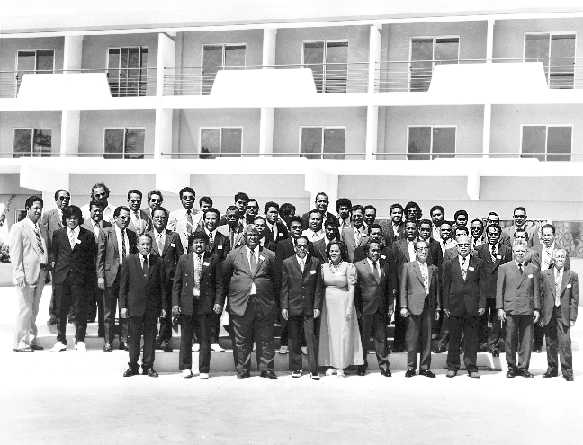
Portrait de groupe des délégués de la Convention constitutionnelle micronésienne en 1975.

La convention constitutionnelle se tient à Saipan lors de différentes sessions, pour un total de 90 jours, entre juillet et novembre 1975. Parmi les soixante sièges de délégués, six sont réservés aux membres du Congrès de Micronésie, un pour chaque district, et douze aux chefs traditionnels, deux par districts, choisis par leurs pairs. Les îles Mariannes n'ayant pas de chefs traditionnels, l'administrateur du district et la législature ont chacun nommé un délégué. Originellement, les chefs ne devaient pas disposer du droit de vote, mais la pression sociétale a été si forte que le Congrès le leur a accordé. Les dirigeants traditionnels se voient ainsi octroyer une légitimité structurelle qui leur était refusée par les puissances américaines. Les quarante-deux derniers délégués ont été choisis par élection à raison d'un par circonscription de 3 000 personnes. Les îles Mariannes avaient en conséquence quatre délégués, les îles Marshall, neuf, les Palaos, cinq, Pohnpei, neuf, Chuuk, douze et Yap, trois.
Au moment de l'ouverture de la convention, les électeurs mariannais ont déjà approuvé par référendum, le 17 juin 1975, le commonwealth signé avec les États-Unis, mais les deux tiers des délégués du district assistent tout de même aux sessions. Dans les îles Marshall, les délégués élus, favorables à un État unifié, le furent par peu de votants, un appel au boycott ayant été lancé par la plupart des dirigeants, promouvant la séparation. Aux Palaos, les opinions sont divisées, mais ceux ouverts à une confédération la veulent lâche et avec une souveraineté résidant essentiellement au niveau des États constitutifs. Cette position se reflète dans le contenu de la Constitution, fruit de compromis entre Paluans d'une part, et Trukais, Ponapais et Yapais d'autre part.

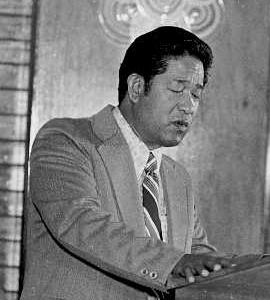
Tosiwo Nakayama, président de la Convention, vers 1965-1970.

Tosiwo Nakayama, président du Congrès de Micronésie est choisi comme président de la Convention. Celle-ci institue des comités permanents sur la structure du gouvernement, les fonctions, les libertés civiles, les finances publiques et la fiscalité, les dispositions générales, le style et l'ordonnancement, chargés de faire des propositions ensuite soumises au vote. Les compétences des deux premiers comités se chevauchent presque complètement mais ils ont une approche du fédéralisme différente.
Le Comité de la structure propose pour l'exécutif un Conseil formé d'un membre de chaque État, et une Chambre des Chefs traditionnels. L'organe législatif est un Congrès bicaméral et le système judiciaire est unifié, à l'exception de tribunaux aux niveaux des États pour les problèmes fonciers. Cette proposition est presque intégralement rejetée.
Le Comité des fonctions élabore un système fédéral, inspiré de celui des États-Unis, qui a eu beaucoup plus de succès. Il comprend un exécutif dirigé par le président qui nomme son cabinet, un Congrès monocaméral et un système judiciaire fédéral. Les compétences de ce premier niveau de pouvoir sont théoriquement limitées au contraire de celui des États qui élisent des gouverneurs et des assemblées législatives et possèdent leur propre système judiciaire séparé. Des dispositions rendent possibles, mais pas obligatoire, la participation des chefs traditionnels au gouvernement.
Un comité spécial rassemblant des chefs de délégation des districts, le président de la Convention et certains présidents de comité, mais sans la présence du personnel administratif américain, s'est réuni à plusieurs reprises pour des négociations entre les représentants paluans et ceux des trois districts de Yap, Truk et Ponape. La composition et la répartition des membres du Congrès, la méthode d'élection du président et du vice-président, la structure de vote au Congrès — adoption des lois aux deux tiers — et la structure de la fiscalité — les États doivent recevoir une grande partie des revenus générés au niveau national et de l'aide financière étrangère — ont ainsi fait l'objet de compromis. La délégation des Palaos s'estime satisfaite.
Le 8 novembre 1975, les délégués de la convention adoptent la Constitution.

### Adoption et promulgation

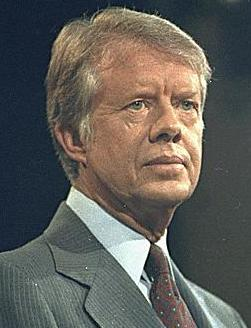
Le président Jimmy Carter qui, avec son administration, acte le changement d'orientation vis-à-vis du futur statut politique des États fédérés de Micronésie.

La Constitution nécessite d'être approuvée par les électeurs des six districts concernés. Quant aux îles Mariannes, elles ne participent pas à ce référendum ayant accepté leur propre Constitution par référendum en 1975. La création par une loi du Congrès de Micronésie en 1976 d'un septième district, Kosrae, par division du district de Ponape, effective l'année suivante, a pour objectif de favoriser la ratification de la Constitution. Entre 1976 et 1978, Chuuk, Pohnpei, Yap et Kosrae adoptent chacun une charte, approuvée par le Congrès de Micronésie. Elles sont destinées à devenir les futures constitutions intérimaires de ces États après l'adoption de la Constitution fédérale. Les Palaos et les Îles Marshall n'en élaborent pas.
Les États-Unis font tout d'abord obstacle à l'organisation du référendum car ils contestent la clause de suprématie de la Constitution micronésienne et s'opposent à la zone économique exclusive (ZEE) de deux cents milles qu'elle contient et qui donne aux États fédérés de Micronésie un contrôle sur le thon, une espèce hautement migratrice. Ces objections sont abandonnées lorsqu'en 1977, un accord de principe sur le futur Traité de libre association est élaboré. Les États-Unis conservent le contrôle de la sécurité et de la défense et abandonnent leurs vues sur le contrôle des affaires étrangères. Ce changement est majeur puisque le traité n'est plus un tremplin vers l'indépendance mais un canal de l'indépendance politique. En 1977, les États-Unis annoncent qu'ils ne s'opposent pas à l'indépendance même s'ils ne la souhaitent pas. En avril 1978, l'administration Carter se résigne à reconnaître les délégations des Palaos et des Îles Marshall, avec lesquelles elle s'entretenait déjà, comme étant des représentants légitimes de leurs districts. Celles-ci outrepassent donc la loi du Congrès de Micronésie établissant la Commission sur le futur statut politique et la transition (CFPST) comme seul organisme de négociation autorisé pour l'ensemble de la Micronésie.
Les résultats du référendum du 12 juillet 1978 sanctionnent les divergences constatées tout au long des négociations. Les Palaos et les îles Marshall rejettent la Constitution, dans le premier cas à une faible majorité, mais Chuuk, Pohnpei, Kosrae et Yap l'acceptent. Les îles Marshall adoptent leur propre Constitution lors d'un référendum le 1er mars 1979 et les Palaos le 9 juillet 1980.
| Choix               | Yap   | Yap | Pohnpei | Pohnpei | Chuuk  | Chuuk | Kosrae | Kosrae | Palaos | Palaos | Îles Marshall | Îles Marshall |
| Choix               | Votes | %   | Votes   | %       | Votes  | %     | Votes  | %      | Votes  | %      | Votes         | %             |
| ------------------- | ----- | --- | ------- | ------- | ------ | ----- | ------ | ------ | ------ | ------ | ------------- | ------------- |
| Pour                | 3 359 | 95  | 5 970   | 75      | 9 762  | 70    | 1 118  | 61     | 2 720  | 45     | 3 888         | 38            |
| Contre              | 186   | 5   | 2 020   | 25      | 4 239  | 30    | 704    | 39     | 3 339  | 55     | 6 217         | 62            |
|                     |       |     |         |         |        |       |        |        |        |        |               |               |
| Total votes valides | 3 545 | 100 | 7 990   | 100     | 14 001 | 100   | 1 822  | 100    | 6 059  | 100    | 10 105        | 100           |

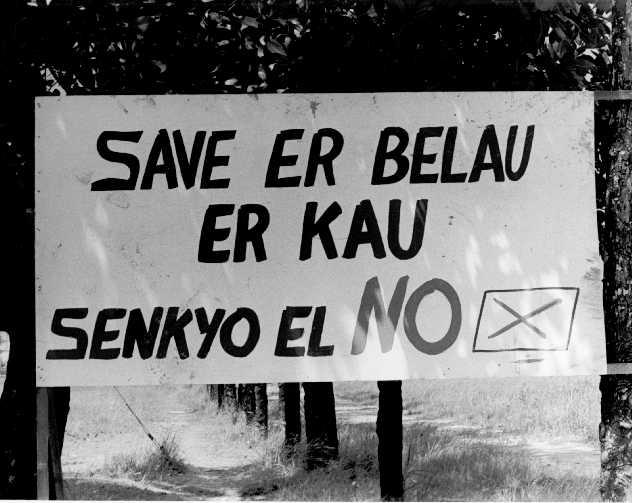
Pancarte incitant à voter non au référendum aux Palaos.

Deux ans auparavant, en août 1976, en prévision de la future indépendance, le Congrès de Micronésie, sis à Saipan dans les Îles Mariannes du Nord, adopte une loi pour faire de Pohnpei la nouvelle capitale du Territoire sous tutelle. Il ne peut y déménager qu'au milieu de 1977 faute d'infrastructures et de moyens de télécommunication. À cette date même, aucun autre bureau du Territoire ne suit ce mouvement pour les raisons évoquées. Le transfert des fonctions gouvernementales est également ralenti, après le référendum, par le difficile transfert des fonctions, actifs et archives entre les trois nouveaux gouvernements, les Îles Marshall, les Palaos et les États fédérés de Micronésie.
Une période maximale d'un an est prévue par la Constitution des États fédérés de Micronésie entre son adoption par référendum et son entrée en vigueur pleine et entière. Ce délai doit permettre au nouveau gouvernement constitutionnel de se mettre en place. Celui-ci est établi le 10 mai 1979, à la suite des élections de mars pour le nouveau Congrès des États fédérés de Micronésie,. Deux ans plus tard, le 5 mai 1981, la Cour suprême des États fédérés de Micronésie est certifiée opérationnelle par le chef de la justice du Territoire. Pour la première fois, le peuple des États fédérés de Micronésie expérimente directement un gouvernement constitutionnel et une autonomie gouvernementale en tant qu'unité.

### De la promulgation de la Constitution à la fin de la Tutelle
La promulgation de la Constitution ne signifie pas la disparition du Territoire sous tutelle. En attendant le plein et entier fonctionnement des futures institutions des pays micronésiens, l'administration américaine continue à exercer certains pouvoirs liés à leurs obligations, ce que lui permet une ordonnance de 1979 du secrétaire du Département de l'intérieur américain,,. Le siège du Territoire sous tutelle continue d'administrer des aspects importants des programmes fédéraux américains dans les domaines des soins de santé et de l'éducation, conserve la main sur le système de sécurité sociale, la construction de routes principales, d'aérodromes et de services publics. Ce texte assure également au Haut-commissaire de bénéficier d'un droit de veto sur la législation des trois gouvernements micronésiens si elle est jugée incompatible avec l'ordonnance ou le droit applicable sous le régime de la tutelle. Enfin, la Haute Cour du Territoire sous tutelle, nommée par le Secrétaire de l'Intérieur, exerce un pouvoir de justice tant que les institutions judiciaires ne sont pas en place, jusqu'au 5 mai 1981 à la place de la Cour suprême des États fédérés de Micronésie, pendant plusieurs années pour les États de Chuuk, Kosrae et Pohnpei afin de combler l'absence de cours de justice.

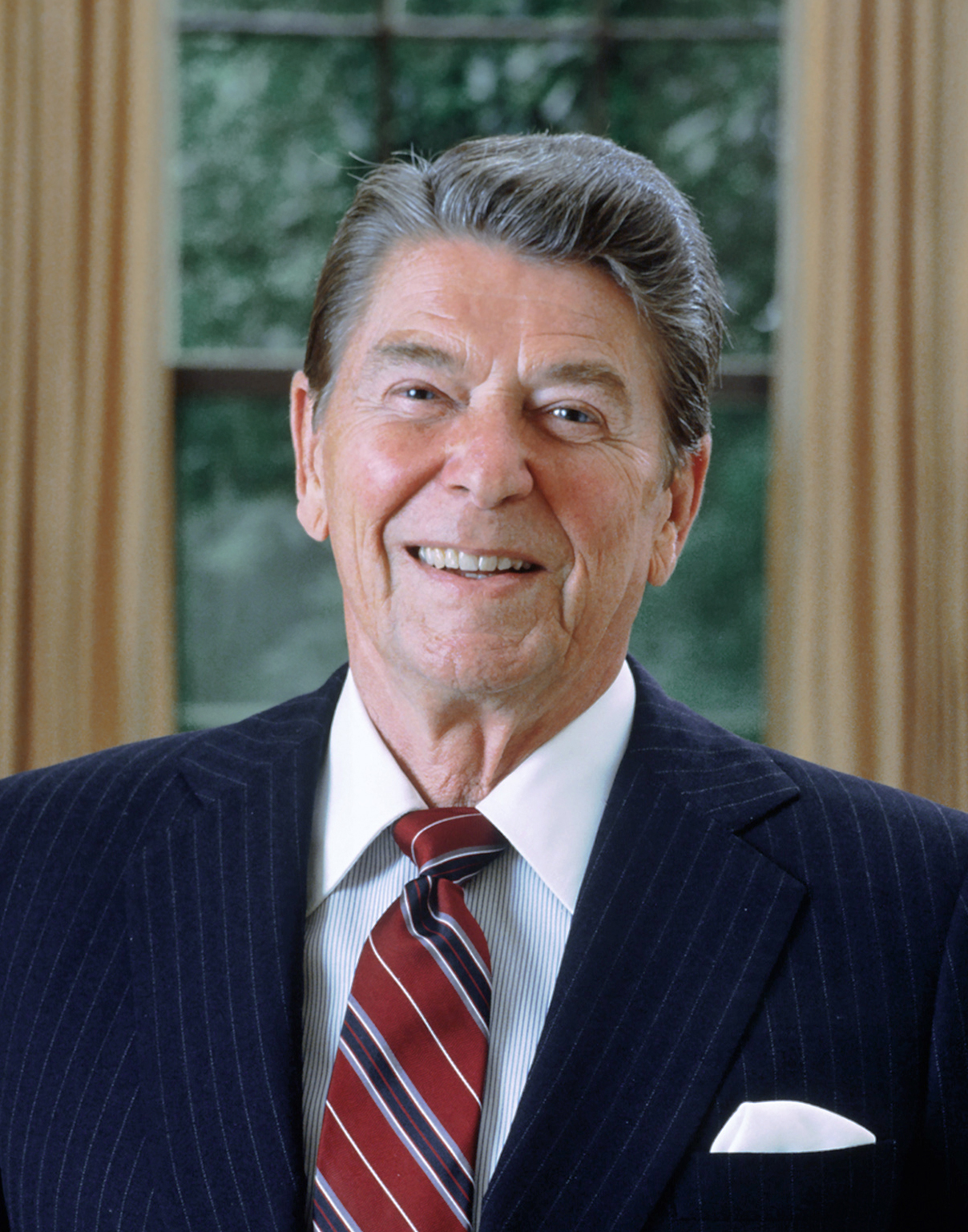
Le président Ronald Reagan a proclamé la mise en œuvre du Traité de libre-association et la fin de la tutelle

En 1980, après plus d'une décennie d'intenses négociations, de concert avec les Îles Marshall, les États fédérés de Micronésie paraphent avec les États-Unis un projet de Traité de libre-association. Il est accompagné d'accords bilatéraux subsidiaires adaptés à chacun des deux pays de la région de Micronésie. Le Congrès des États-Unis, le Congrès des États fédérés de Micronésie et les quatre législatures de Yap, Chuuk, Pohnpei et Kosrae les adoptent en 1982, le Parlement marshallais l'année suivante. Les électeurs des deux pays insulaires les approuvent par plébiscite en 1983,. Malgré la promulgation de la Constitution, le degré d'indépendance et de souveraineté des États fédérés de Micronésie font l'objet d'avis divergents au sein des politologues et des hommes politiques micronésiens. La fin non effective du Territoire sous tutelle des îles du Pacifique et le Traité de libre-association sont considérés comme limitant l'un ou l'autre par certains, comme n'ayant qu'un faible impact par d'autres,.
Après l'approbation du traité par le Congrès américain, le président Ronald Reagan proclame la mise en œuvre du Traité de libre-association et la fin de la tutelle à partir du 3 novembre 1986 pour les États fédérés de Micronésie, du 21 octobre 1986 pour les îles Marshall. Concernant les États fédérés de Micronésie, son président, Tosiwo Nakayama, fait une même déclaration le 3 novembre 1986,. Ces deux pays deviennent officiellement indépendants et souverains. Le Conseil de sécurité des Nations unies acte la résiliation de la tutelle en décembre 1990.
Dans le traité, résiliable à tout moment par l'une des parties, les États insulaires confient leur protection militaire aux États-Unis, pour lesquels la région a une importance stratégique, et reçoivent une aide financière. Les États librement associés s'obligent à se consulter sur les affaires étrangères uniquement dans les cas des questions de sécurité et de défense.

## La Convention constitutionnelle de 1990 et ses résultats

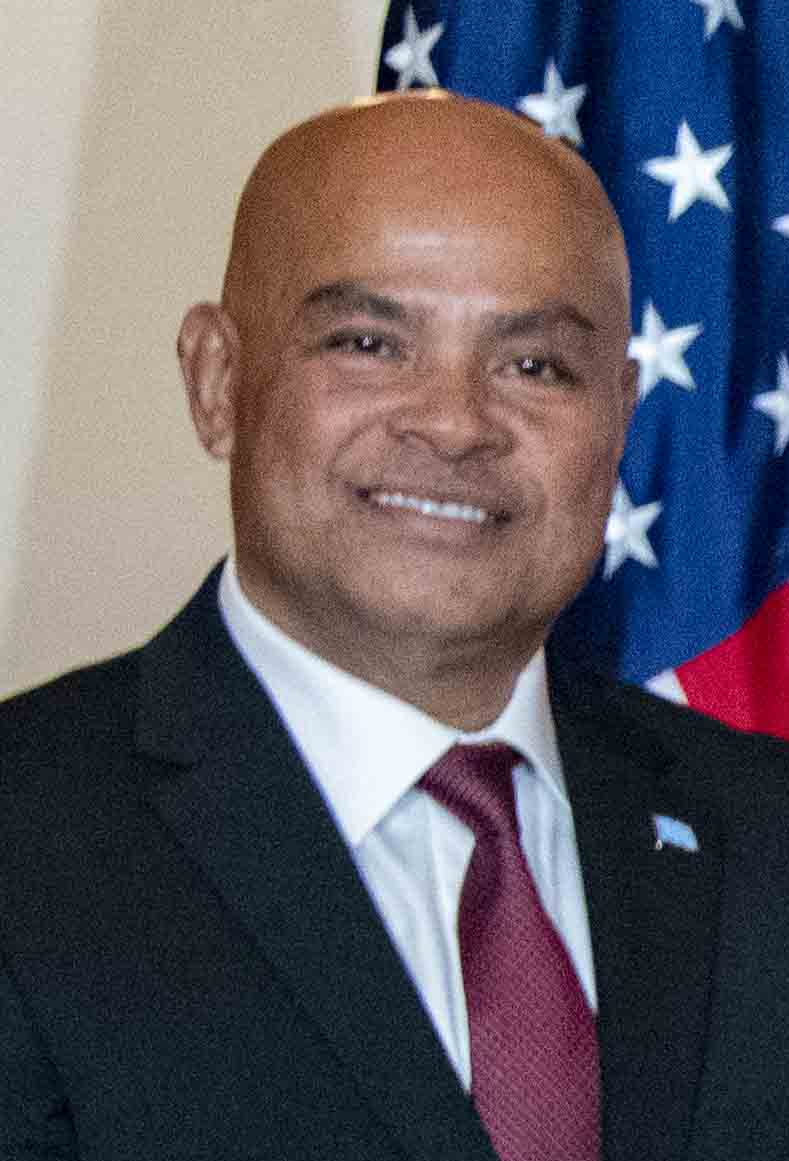
David W. Panuelo est le président de la Convention Constitutionnelle de 1990.

L'article XIV de la Constitution impose, tous les dix ans, la tenue d'un référendum demandant à la population si elle souhaite l'organisation d'une Convention constitutionnelle. Celui-ci est approuvé dans trois des autres États. L'année suivante se tient donc une nouvelle Convention constitutionnelle,, chargée de résoudre les motifs de mécontentement.
La Constitution de 1975 est perçue comme ayant été rédigée pour répondre aux demandes des paluans et des marshallais qui, finalement, ne l'ont pas ratifiée. En outre, avec le Traité de libre-association, le gouvernement national reçoit un important afflux financier qui lui octroie un pouvoir très important sur la vie fiscale du pays, beaucoup plus que ce qui avait été initialement envisagé par les délégués de la convention de 1975. En retour, cet argent donne aux États-Unis un degré d'autorité sur la politique micronésienne qui mécontente la population. De nombreux amendements sont proposés pour transférer une partie du pouvoir et des ressources financières vers les États, mais, en affaiblissant le pouvoir central, les délégués de la convention de 1990 craignent également de renforcer l'emprise américaine. Le Congrès des États fédérés de Micronésie, se sentant menacé dans ses attributions, élève de nombreux obstacles au bon déroulement de la Convention.
En outre, les quatre États ont des intérêts divergents. Les délégués de Kosrae et sa population sont opposés à la tenue de la Convention et souhaitent conserver un système qui leur donne un pouvoir égal aux autres. La plupart des délégués de Chuuk veulent bouleverser le système actuel et arguent que la répartition équitable du pouvoir et du financement ne peut être réalisée qu'en les répartissant sur la base de la population. Les Yapais ont pour objectif l'unité nationale et ont un attrait particulier sur les sujets liés à la protection et à la préservation des coutumes locales. Quant aux Ponhpéiens, leurs préoccupations sont un contrôle étatique sur les migrations, les prérogatives judiciaires et le droit foncier, car les terres sont rares dans les îles,.
Ces différents obstacles et tensions, associés au manque de temps, ont fait échouer de nombreux amendements. Vingt-quatre propositions et deux autres soumises par le Congrès des États fédérés de Micronésie sont finalement proposées à un référendum le 2 juillet 1991. Seules quatre d'entre elles, résultats de l'antagonisme commun des États envers le gouvernement national, sont acceptées.
Dorénavant, le Congrès des États fédérés de Micronésie est chargé de définir les crimes relevant de la Cour suprême des États fédérés de Micronésie non plus selon la sévérité des sanctions mais d'après la nature du crime. Deuxièmement, les tribunaux sont tenus d'utiliser les précédents micronésiens avant de se tourner vers le droit américain. Troisièmement, les locations à durée indéterminée de terres sont strictement interdites aux non-citoyens et aux gouvernements étrangers. Enfin, les responsabilités du gouvernement central en matière d'éducation sont définies pour ne pas empiéter sur celles des États.

## Les conventions constitutionnelles et référendums ultérieurs
Épisodiquement, en parallèle d'autres élections, le Congrès soumet aux électeurs des propositions d'amendements constitutionnels, mais aucun n'a jamais été adopté par ce moyen.
L'organisation d'une troisième convention constitutionnelle est approuvée par les électeurs en juillet 1999. Ses membres, élus en 2001, se réunissent à partir de la fin de cette année, et élaborent 26 amendements constitutionnels. Le but déclaré de la Convention est de renforcer l'unité nationale, de rechercher une répartition équitable des ressources financières entre les États et le gouvernement national, de permettre au peuple d'élire au suffrage universel direct son président et son vice-président, de mettre fin à des abus dans l'usage des fonds publics. Aucun amendement ne parvient à être adopté lors du référendum de 2002.
Un référendum pour l'organisation d'une quatrième convention constitutionnelle aurait dû être proposé en 2009 mais le vote n'a lieu qu'en 2011. Assez peu d'électeurs répondent à la question bien qu'une majorité y soit favorable. Le congrès décide de ne pas promulguer la loi sur l'élection d'un Conseil constitutionnel.
La quatrième convention constitutionnelle, organisée à la suite du référendum de 2019 et dont les membres sont élus la même année débute le 7 janvier 2020. Elle est cependant interrompue le 24 mars suivant en raison de la pandémie de Covid-19. Elle reprend ses travaux le 8 juin 2022 et est ajournée en juillet. Huit amendements seront soumis aux Micronésiens en juillet 2023.

## Contenu
La Constitution des États fédérés de Micronésie est calquée sur celle des États-Unis, signe de l'influence de la domination américaine sur la région. Elle est composée d'un préambule et de seize articles la plupart découpés en sections :
- Article 1 : Territoire de la Micronésie
- Article 2 : Suprématie de la Constitution
- Article 3 : Citoyenneté
- Article 4 : Déclaration de droits
- Article 5 : Droits traditionnels
- Article 6 : Élections
- Article 7 : Niveaux de gouvernement
- Article 8 : Pouvoirs de gouvernement
- Article 9 : Pouvoir législatif
- Article 10 : Pouvoir exécutif
- Article 11 : Pouvoir judiciaire
- Article 12 : Finance
- Article 13 : Provisions générales
- Article 14 : Amendements
- Article 15 : Transition
- Article 16 : Date d'application

### Préambule
« Le préambule exprime le souhait des Micronésiens de vivre ensemble entre eux et avec le reste de l'humanité, dans la paix et l'harmonie. Il retrace également le début d'une nation micronésienne à l'époque où ses ancêtres, utilisant des radeaux et des canoës et naviguant à l'aide des étoiles, se sont lancés dans des voyages épiques pour s'installer sur des îles ».

### Suprématie de la Constitution
L'article 2, section I de la Constitution dispose que celle-ci est la norme suprême des États fédérés de Micronésie. Aucune clause constitutionnelle de la Constitution micronésienne ni de la Constitution américaine ne spécifie par quel moyen la constitutionnalité des lois doit être vérifiée. En se fondant sur la pratique aux États-Unis et dans d'autres pays, ainsi que dans les anciens tribunaux du Territoire sous tutelles des îles du Pacifique, la Cour suprême des États fédérés de Micronésie a jugé que son rôle était d'effectuer un contrôle juridictionnel de la Constitution. Elle a ainsi statué, a posteriori, sur l'illégalité de lois votées par le Congrès des États fédérés de Micronésie ou la législature des États.

### Territoire et juridiction

Carte des États fédérés de Micronésie.
Yap
Chuuk
Pohnpei
Kosrae

Les deux premières sections de l'article premier spécifient que les États fédérés de Micronésie sont composés des territoires des districts qui ont ratifié la Constitution, chacun d'eux conservant les îles définies par les lois en vigueur avant leur entrée dans la fédération. Les limites maritimes entre ces États sont celles résultant de l'application du principe de l'équidistance. Elles sont susceptibles d'être modifiées par le Congrès avec l'accord des législatures des États concernés. La juridiction des États fédérés de Micronésie est déclarée s'étendre « à un espace marin de 200 milles mesuré à l'extérieur des lignes de base appropriées », sauf limitations imposées par la loi ou des conventions internationales signées par le gouvernement, et comprendre « le fond marin, le sous-sol, la colonne d'eau, les plateaux insulaires ou continentaux, l'espace aérien au-dessus des terres et des eaux ».
Le code des lois des États fédérés de Micronésie précise que les eaux territoriales s'étendent sur douze milles marins depuis la ligne de base et la zone économique exclusive entre 12 et 200 miles.
Les États-Unis et d'autres pays limitrophes ont exprimé leur désaccord concernant la revendication d'une zone de pêche de 200 milles. Le gouvernement américain a également refusé que les gouvernements des États Fédérés de Micronésie, des Palaos et des îles Marshall adhèrent à la Convention des Nations unies sur le droit de la mer en raison de leur opposition aux termes de celle-ci. Le gouvernement micronésien a pu ratifier cette convention le 29 avril 1991, quelques mois après que l'ONU a reconnu la fin de la Tutelle.

### Sécession et fragmentation

Situation du district des îles Faichuk au sein du lagon de Truk.

La question de la sécession n'est pas expressément abordée. Au cours de la convention constitutionnelle de 1975, la délégation des Palaos a déposé une résolution pour que cet acte politique soit possible, mais elle n'a pas été suivi d'effet et, de l'aveu d'un de ses délégués, seul un amendement constitutionnel permettrait à un État de faire sécession. L’État de Pohnpei a évoqué à quelques reprises au début des années 1980 la possibilité de faire sécession en raison des inégalités perçues dans la répartition des subventions américaines, des inégalités économiques entre les États ou du pouvoir excessif du gouvernement fédéral. Depuis le début des années 2010, l'État de Chuuk envisage de faire sécession et a pendant un temps songé à un référendum à ce sujet,.
Au contraire de la sécession, la fragmentation ou la fusion des États existants est rendue possible par la Constitution qui exige le consentement de la législature d'un État avant que ses frontières puissent être modifiées. Un processus visant à la sécession des Faichuk du reste de l'État de Chuuk a été approuvé au début des années 1980 à la fois par la législature de l'État et celle fédérale, mais son accomplissement a été stoppé par le veto présidentiel.

### Citoyenneté

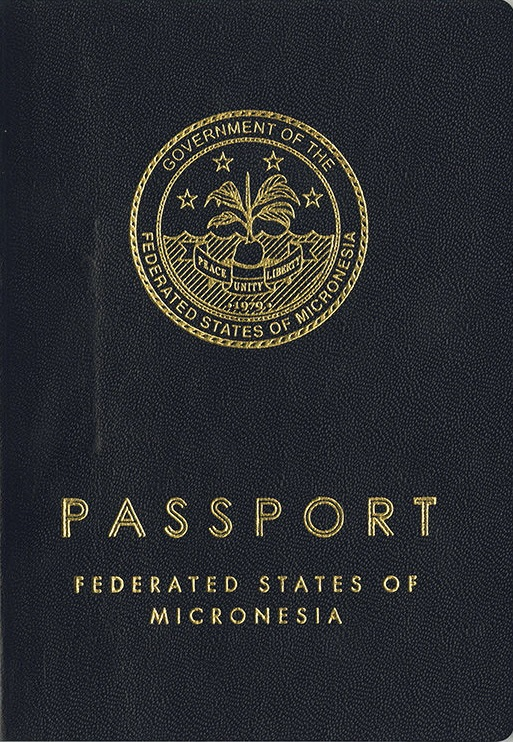
Couverture du passeport des États fédérés de Micronésie.

L'article III de la Constitution stipule que les personnes « domiciliées » dans les quatre districts signataires sont considérées comme citoyennes au moment de son entrée en vigueur. En revanche, celles « domiciliées » dans un district non signataire doivent en faire la demande auprès d'un tribunal compétent dans les six mois. Ce dernier est seul juge de sa décision ainsi que l'indique la phrase « peut devenir citoyen »,. Le terme « domicile » n'étant pas défini dans la Constitution micronésienne et l'étant très mal dans celle américaine, « cette incertitude a donné lieu à une pratique très discutable d'assimiler l'ascendance d'une personne à son domicile » selon le juriste Alan B. Burdick, et donc de soumettre les demandes de citoyenneté « à une décision judiciaire discrétionnaire, plutôt qu'à titre de droit ». Les demandes effectuées dans ce cadre ont, cependant, été approuvées par la cour,.
La Constitution micronésienne stipule que la citoyenneté est accordée aux personnes nées au moins d'un parent citoyen, quel que soit le lieu de naissance, même celles nées avant la date d'entrée en vigueur de la Constitution. Toute personne ayant une double nationalité doit enregistrer son intention de rester citoyenne des États fédérés de Micronésie dans les trois ans suivant la date d'entrée en vigueur de la Constitution ou dans les trois ans après son dix-huitième anniversaire, selon la date la plus tardive,. Dans le cas contraire, elle perd sa citoyenneté, devient ressortissante micronésienne et perd certains droits, notamment celui d'acquérir un titre foncier. Ce statut de ressortissant est emprunté à celui américain de nationals.
Un amendement constitutionnel permettant la double citoyenneté a été proposé à de multiples reprises mais toujours rejeté. Une telle disposition aurait un impact sur la propriété foncière. Des citoyens ayant peu résidé aux États fédérés de Micronésie seraient susceptibles de revendiquer un titre foncier. Des Micronésiens qui ne peuvent actuellement pas revendiquer le titre de propriété de leur terre parce qu'ils ne sont pas citoyens pourraient faire valoir leurs droits de propriété de la terre.
La naturalisation est très difficile à obtenir. La Constitution n'en fait pas mention mais le code des lois spécifie que le requérant doit résider sur le sol national depuis cinq ans, renoncer à son autre citoyenneté, maîtriser l'une des langues autochtones et être le conjoint ou l'enfant d'un citoyen ou bien encore être un ressortissant micronésien. Enfin, il doit obtenir la recommandation du congrès par un projet de loi spécifique,. La perte de nationalité, prévue par le code des lois, s'applique lorsqu’un citoyen demande et obtient sa naturalisation dans un pays étranger, s'il doit prêter allégeance à un État étranger ou une subdivision de celui-ci, s'il entre dans les forces armées d'un pays étranger hors le cas des États-Unis tant qu'il existe une relation de libre association entre eux et les États fédérés de Micronésie, s'il vote à une élection politique dans un pays étranger en étant citoyen de celui-ci, s'il a plus de 18 ans et qu'il y renonce volontairement.
Les citoyens âgés de 18 ans et plus ont le droit de vote lors des élections.

### Déclaration des droits
La déclaration des droits s'inspire fortement de celle de la Constitution américaine (article IV). Elle diffère notablement, cependant, par l'interdiction de la peine capitale et l'absence de disposition garantissant le droit de porter des armes.

#### Droits d'expression et de religion
La Constitution garantit la liberté de circulation, la liberté d'expression, de réunion pacifique, d'association, de pétition et d'exercice de la religion. Aucune aide ne peut être apportée à une religion mais il est permis de fournir une assistance aux écoles paroissiales à des fins non religieuses. Au cours de la Convention constitutionnelle, les délégués « se sont dits très préoccupés par le fait que les libertés d'expression et de religion permettraient une critique ouverte et publique des chefs traditionnels, contrairement à la coutume établie ; l'affichage de matériel pornographique, encore une fois contraire à la coutume ; et le prosélytisme de nouveaux groupes religieux, menaçant les équilibres de pouvoir établis dans les communautés locales ».

#### Égalité de protection des lois
L'article IV, section 3 stipule qu'« une personne ne peut se voir refuser une égale protection des lois ». La section 4, qui ressemble beaucoup à l'article 2 de la Déclaration universelle des droits de l'homme, énumère qu'elle « ne peut être niée ni compromise en raison du sexe, de la race, de l'ascendance, de l'origine nationale, de la langue ou du statut social »,. D'après Alan B. Burdick, la citoyenneté n'étant pas énumérée et la base de l'origine nationale ne semblant pas s'appliquer aux étrangers, l'égale protection de la loi n'est donc pas garantie aux non-ressortissants, rejoignant en cela une longue pratique de discrimination envers eux. En 1992, toutefois, un arrêt de la cour-suprême a établi que « les étrangers sont des personnes protégées par les clauses d'une procédure régulière et d'une protection égale de la Constitution ».

#### Droits de l'accusé
Les personnes sont protégées contre les fouilles, les perquisitions et les saisies abusives et les atteintes à la vie privée. Au cas par cas, suivant en cela la pratique américaine, la Cour suprême des États fédérés de Micronésie a choisi d'appliquer la règle d'exclusion. La Constitution micronésienne, selon le modèle américain, spécifie qu'un mandat ne peut être délivré que pour cause probable, appuyée d'un  affidavit décrivant notamment le lieu à perquisitionner et les personnes ou choses à saisir. Comme aux États-Unis, l'ordonnance d'habeas corpus ne peut être suspendue que si la sécurité publique l'exige en cas de rébellion ou d'invasion. L'accusé a droit à un procès rapide et public, d'être informé de la nature de l'accusation, d'avoir un avocat, d'être confronté aux témoins à charge et d'exiger la comparution de témoins en sa faveur. Une personne ne peut pas être contrainte à s'auto-incriminer dans une affaire pénale, ni être condamnée deux fois pour la même infraction. Le gouvernement national est dans l'obligation de prendre les mesures raisonnables et nécessaires pour fournir des services juridiques. Le code des lois, tout comme la loi américaine, précise que le gouvernement est responsable des services de défense gratuits. Une caution excessive ne peut pas être requise, des amendes excessives imposées et des peines cruelles et inhabituelles infligées.

### Possession de la terre
Les terres sont un sujet sensible du fait de leur rareté.
La Constitution interdit aux non-citoyens et aux sociétés qui ne sont pas entièrement détenues par des citoyens d'acquérir des titres de propriété sur des terres ou des eaux en Micronésie, ou d'obtenir un contrat de location pour une durée indéterminée,. La location de courte durée ou d'autres formes de pouvoir sur les terres restent permises.

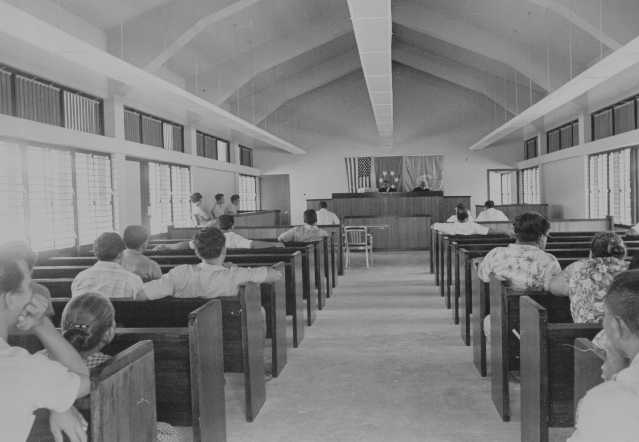
Chambre de la Haute-Cour du Territoire sous tutelle des îles du Pacifique à Saipan dans les Îles Mariannes du Nord.

Lors du Mandat des îles du Pacifique, le gouvernement japonais et des sociétés japonaises ont souvent constitué par des ventes forcées, la falsification de registres fonciers et d'autres moyens illégaux, de vastes propriétés foncières. Confisquées par l'administration américaine, ces terres, ont été considérées comme « publiques » et n'ont que rarement été restituées à leurs propriétaires, ou dans ce cas seulement par la contrainte d'une décision de justice. En outre, la Haute Cour du Territoire sous tutelle des îles du Pacifique, dont les juges étaient nommés par le Secrétaire à l'Intérieur des États-Unis, appuyait délibérément les prétentions américaines.
Échaudés par ce passif, les délégués à la Convention constitutionnelle ont souhaité limiter autant que possible le contrôle des terres par le gouvernement national et l'instruction des affaires foncières par les tribunaux nationaux. La Constitution prévoit que les questions relatives à la terre seront généralement régies par la loi des États. En outre, ils ont obligé le gouvernement micronésien à négocier avec les propriétaires cinq ans au plus après la promulgation de la Constitution pour les terres transmises par l'administration du Territoire.
Les délégués de la Convention de 1975 n'ont pas réussi à s'entendre sur la question de l'expropriation pour cause d'utilité publique. La Constitution ne légifère donc pas sur la possibilité ou l'impossibilité de cette action,. Ce silence constitutionnel peut être interprété comme impliquant que le gouvernement national a un pouvoir d'expropriation. D'après la Déclaration des droits, « une personne ne peut être privée... de la propriété sans une procédure légale régulière », ce qui peut impliquer que la propriété peut être prise tant que la procédure régulière est respectée.

### Organisation des pouvoirs
La Constitution prévoit une gouvernance démocratique établie, par l'article VIII, en trois niveaux, un niveau national, celui fédéral, un niveau étatique, propre à chacun des quatre États des États fédérés de Micronésie, et un éventuel niveau local si existant au moment de la ratification ou rendu nécessaire.
À l'image de la Constitution américaine, la Constitution micronésienne (articles IX à XI) promeut un système de fédéralisme et sépare les pouvoirs clefs de façon théoriquement égale entre les trois branches du gouvernement,. Des dispositions diffèrent toutefois. Le gouvernement national a ainsi la responsabilité de prendre « toutes les mesures raisonnables et nécessaires » pour fournir des services en réponse au « droit de la population à l'éducation, aux soins de santé et aux services juridiques » (XIII, 1), mais cela ne donne pas pour autant un droit à la santé. Le système micronésien est un entre-deux entre un gouvernement national fortement centralisé et unitaire, perçu comme un colonialisme moderne et autocratique, et un système confédéral décentralisé,, qui permet la conservation des distinctions culturelles. Selon G. Petersen, en 1975, l'incertitude des futures relations avec les États-Unis pourrait être à l'origine des « hésitations » des délégués quant aux pouvoirs à accorder au gouvernement national, la teneur de la souveraineté nationale n'étant pas encore précisément connue. D'après N. Meller, tout a été fait pour que le citoyen moyen, dans sa vie de tous les jours, ne soit pour l'essentiel en contact qu'avec des services du gouvernement de son État.

#### Le pouvoir législatif

##### Le Congrès des États fédérés de Micronésie

Nombre de sièges au Congrès des États fédérés de Micronésie par État : Yap (vert), Chuuk (orange), Pohnpei (jaune), Kosrae (violet). Les quatre sièges "At Large" apparaissent en plus clair.

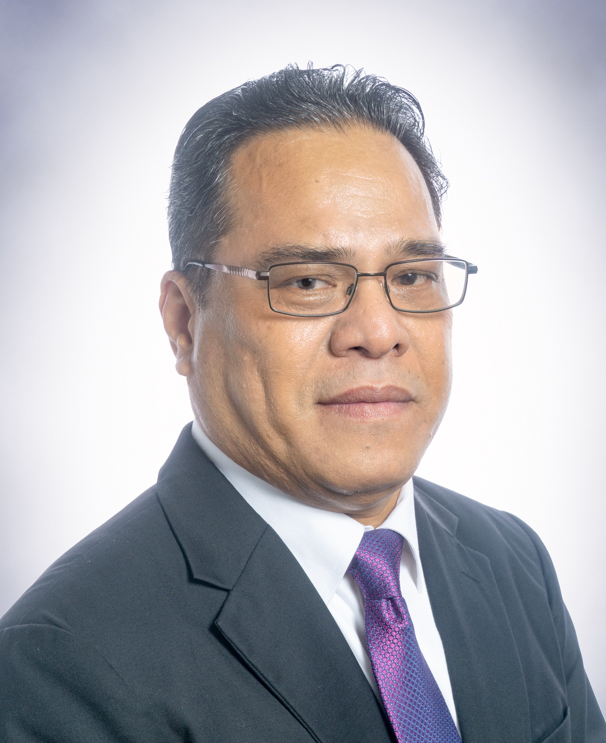
Wesley W. Simina, président du Congrès des États fédérés de Micronésie.

Le Congrès des États fédérés de Micronésie est l'organe législatif national. Il est monocaméral, à la différence du Congrès américain, bicaméral,, ce qui permet de limiter les coûts,. Il est cependant autorisé si nécessaire la création d'une Chambre des chefs en tant que deuxième chambre. Le Congrès rassemble quatorze sénateurs dont dix sont élus pour deux ans dans des circonscriptions à siège unique, réparties entre les États au prorata de la population : Kosrae et Yap ont chacun un représentant, Pohnpei trois et Chuuk cinq. Quatre autres sénateurs "At-Large" sont élus, au nombre d'un par État, pour quatre ans. Ils représentent l'égalité des États,. Chaque État peut réserver l'un de ses sièges de deux ans à un chef traditionnel mais aucun ne l'a fait. Tous les sénateurs sont élus au suffrage universel direct. Tous les dix ans, le Congrès doit vérifier que la répartition des dix postes de sénateur élus pour deux ans est conforme à la répartition de la population. Un tel dispositif est absent de la Constitution américaine. Ce mode de répartition des sénateurs, inspiré du modèle américain, résulte de la volonté d'établir un équilibre acceptable entre une représentation égale sur la base de la population et une représentation égale des États en tant qu'entités politiques culturellement et linguistiquement diverses. Théoriquement, au nom de la séparation des pouvoirs, les membres du Congrès ne peuvent pas être membres du cabinet de l'exécutif ou occuper une autre fonction publique, mais cette interdiction est habituellement violée.
Un amendement constitutionnel refusé à plusieurs reprises propose d'ajouter un membre ordinaire à chacun des États, d'aligner la durée des mandats sur quatre ans et de plafonner le renouvellement à deux fois,. Il provoquerait une augmentation du budget du Congrès mais donnerait plus de poids aux petits États. Il a également pour objectif de réduire la tentation pour les sénateurs de pratiquer une politique de type baril de porc et de favoriser l'arrivée de nouvelles personnes et potentiellement de nouvelles approches.

##### La répartition des pouvoirs entre le Congrès et les États
Le Congrès assure le pouvoir dans les domaines de la défense nationale, de la ratification des traités, de la régulation de l'immigration, de l'émigration, de la naturalisation et de la citoyenneté. Il légifère également concernant les impôts sur le revenu et les importations, la monnaie, les opérations bancaires, le commerce étranger et interétatique, les assurances, l'émission et l'utilisation de papier commercial et de valeurs mobilières, la faillite et l'insolvabilité, les brevets et les droits d'auteur, les services publics, la navigation et le transport maritime hors des eaux intérieures, les réglementations relatives à la propriété, l'exploration et l'exploitation des ressources naturelles dans les zones marines au-delà de 12 miles de la ligne de base des îles. Il s'occupe entre autres du droit pénal et de la gouvernance de la zone réservée comme capitale nationale,. Les membres du Congrès peuvent enfin destituer et révoquer le président, le vice-président et les juges de la Cour suprême pour trahison ou corruption par un vote des deux tiers des membres. Cette liste des pouvoirs détaillés est beaucoup plus explicite et détaillée que celle de la Constitution des États-Unis car de nombreux domaines sont par la suite tombés sous le contrôle du gouvernement fédéral américain. À la différence du congrès américain, le congrès micronésien a le pouvoir d'établir des limites d'usure sur les prêts importants. Il est également tenu de contribuer au soutien financier des systèmes judiciaires des États et doit soumettre tous les dix ans aux électeurs la question : "Y aura-t-il une convention pour réviser ou amender la Constitution ?".
Dans les faits, le gouvernement national n'est pas totalement souverain sur ses compétences : la défense a volontairement été déléguée à l'armée américaine et le pays a adopté le système bancaire américain et ne dispose donc pas de banque d'émission. L'article 9, section IV stipule que des pouvoirs gouvernementaux peuvent être délégués aux États-Unis par traité. Celui-ci doit alors être approuvé à la majorité par les législatures des deux tiers des États.
Le gouvernement national et les États détiennent simultanément un certain nombre de pouvoirs. Ceux-ci incluent l'appropriation de fonds publics, l'emprunt d'argent sur le crédit public, l'éducation, la santé, la sécurité et le bien-être public,. Tous les pouvoirs qui ne sont pas expressément attribués au gouvernement national, hormis le cas de pouvoirs qui échappent à la capacité de contrôle d'un seul État, sont laissés aux États,. Ces pouvoirs "inhérents ou implicites" du gouvernement central, universels dans les États fédéraux, « respectent la Constitution avec la flexibilité vitale pour la rendre pratiquement durable et adaptable aux changements sociaux ».
Lors de plusieurs référendums a été rejeté un amendement constitutionnel stipulant que les lois publiques, les archives et les procédures judiciaires d'un État bénéficieraient de la même reconnaissance juridique dans les trois autres États,. Un résident d'un État ne pourrait donc plus fuir dans un autre État et échapper à la justice, et dans un différend entre deux résidents d’États différents, les lois pertinentes d'un des deux États pourraient être appliquées. Selon l'ancien président John Haglelgam, cette proposition « pourrait forger une coopération étroite et de bonnes relations de travail entre les États, favorisant ainsi un sentiment d'unité et de nationalisme ». Ce même sentiment était jugé apparaître selon l'ancien président avec l'établissement de normes éducatives minimales par l’État fédéral et la création d'un fonds de soutien à l'éducation, tel que proposé par un texte recalé en 2002.

#### Le pouvoir exécutif

##### Le mode d'élection

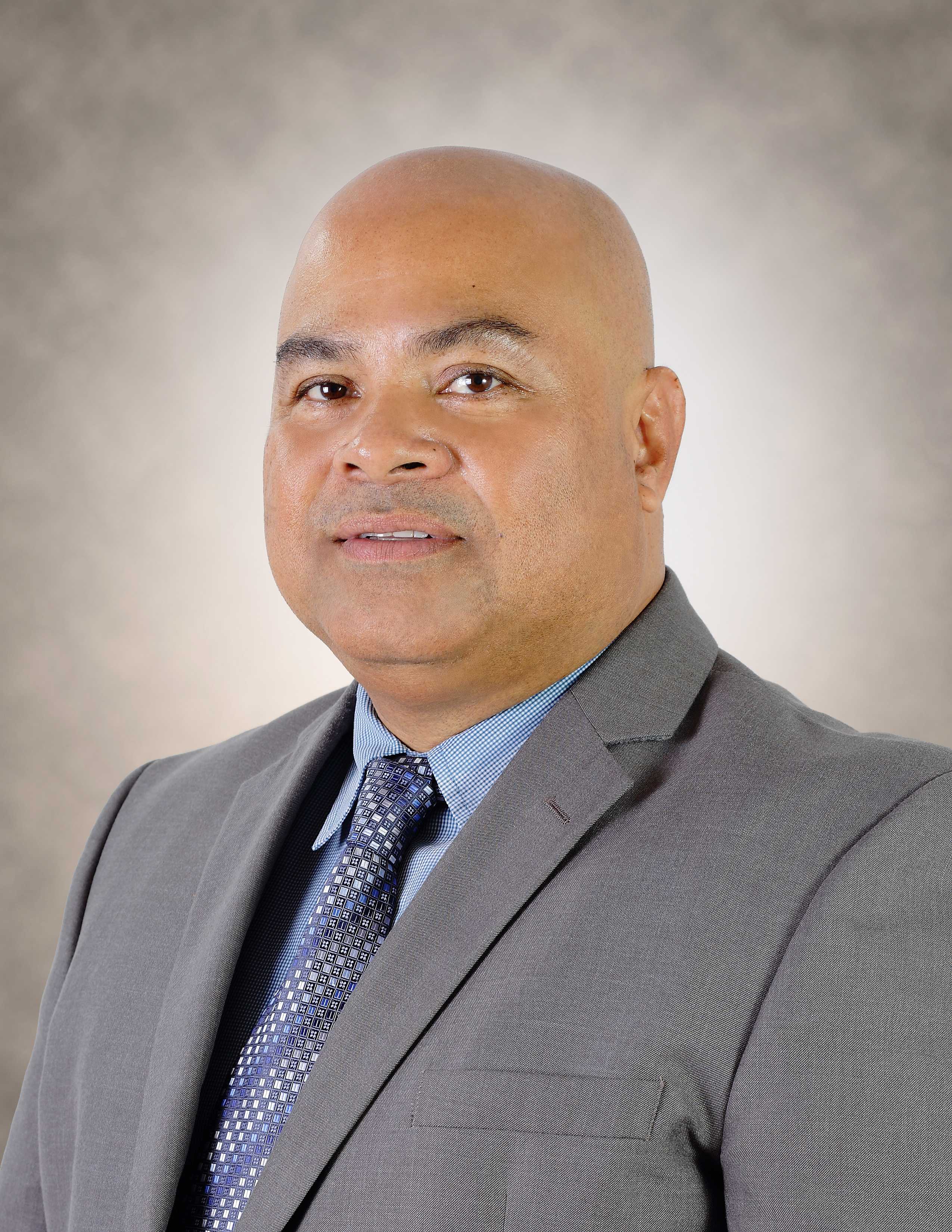
Le président des États fédérés de Micronésie de 2019 à 2023 David Panuelo.

Le Congrès élit, lors de la première session suivant les élections quadriennales, le président et le vice-président parmi les sénateurs avec un siège de quatre ans. Ils doivent être d'États différents. Ils exercent un mandat de quatre ans avec possibilité de réélection mais ne peuvent pas servir plus de deux mandats consécutifs. Une fois élus, au nom de la séparation des pouvoirs, leurs postes de sénateurs sont pourvus par des élections partielles,.
Ce mode d'élection original est apparu aux délégués de la Convention constitutionnelle comme le plus à même de répondre aux difficultés financières, administratives et politiques qu'aurait engendrées une élection présidentielle directe étant donné l'absence de partis politiques. Les candidats sont généralement choisis sur la base de liens régionaux et de parenté. Les dissemblances linguistiques et culturelles entre les États et le manque d'expérience dans les élections interdistricts avant l'indépendance ont également joué en défaveur d'une élection populaire directe. Il s'agit aussi d'éviter que la forte population des États de Chuuk et Pohnpei ne leur permette de dominer la fédération aux dépens des autres,, poids qui serait accru par une élection au suffrage universel,. Malgré tout, les sénateurs de Chuuk constituent presque la moitié des membres du Congrès et exercent un rôle considérable dans le choix du président. Une forte augmentation de la population de cet État lui permettrait d'avoir la majorité au Congrès et donc de choisir la tête de l'exécutif. Un consensus s'est rapidement établi sur la nécessité d'une rotation quant à l'origine des présidents.
N. Meller perçoit dans le système actuel une maladresse dans le fait que le président, s'il souhaite être réélu, doit auparavant se présenter au poste de sénateur de quatre ans de son État. Il remarque également qu'en raison du faible nombre de districts ayant finalement ratifié la Constitution, le choix du président est très restreint. Ce mode d'élection diminue la force du pouvoir présidentiel vis-à-vis du Congrès, puisque choisi par ses membres, s'il souhaite être réélu, il ne peut se les aliéner. Le Congrès est donc en position de force et en a parfois profité pour empiéter sur le pouvoir constitutionnel présidentiel, menaçant l'équilibre des pouvoirs. L'élection au suffrage universel permettrait, selon John Haglelgam, un rééquilibrage.
Une tentative de modification du mode d'élection a été proposée lors de la révision constitutionnelle de 1990. Le texte prévoyait « une élection populaire utilisant une pondération proportionnelle des voix, ce qui donnerait à chaque État une voix égale dans la détermination du résultat ». Ce projet n'a finalement pas reçu assez de soutiens. En 2002, un amendement, rejeté par référendum, instituait une élection au suffrage universel du président intégrée à un système d'élimination successive permettant, sur une période de seize ans, l'élection d'un candidat issu de chacun des quatre États. Cet échec résulterait d'une mauvaise planification et gestion par le gouvernement de l'éducation du peuple sur les amendements constitutionnels proposés couplée au manque d'intérêt des électeurs pour améliorer le gouvernement.

##### Les pouvoirs du président

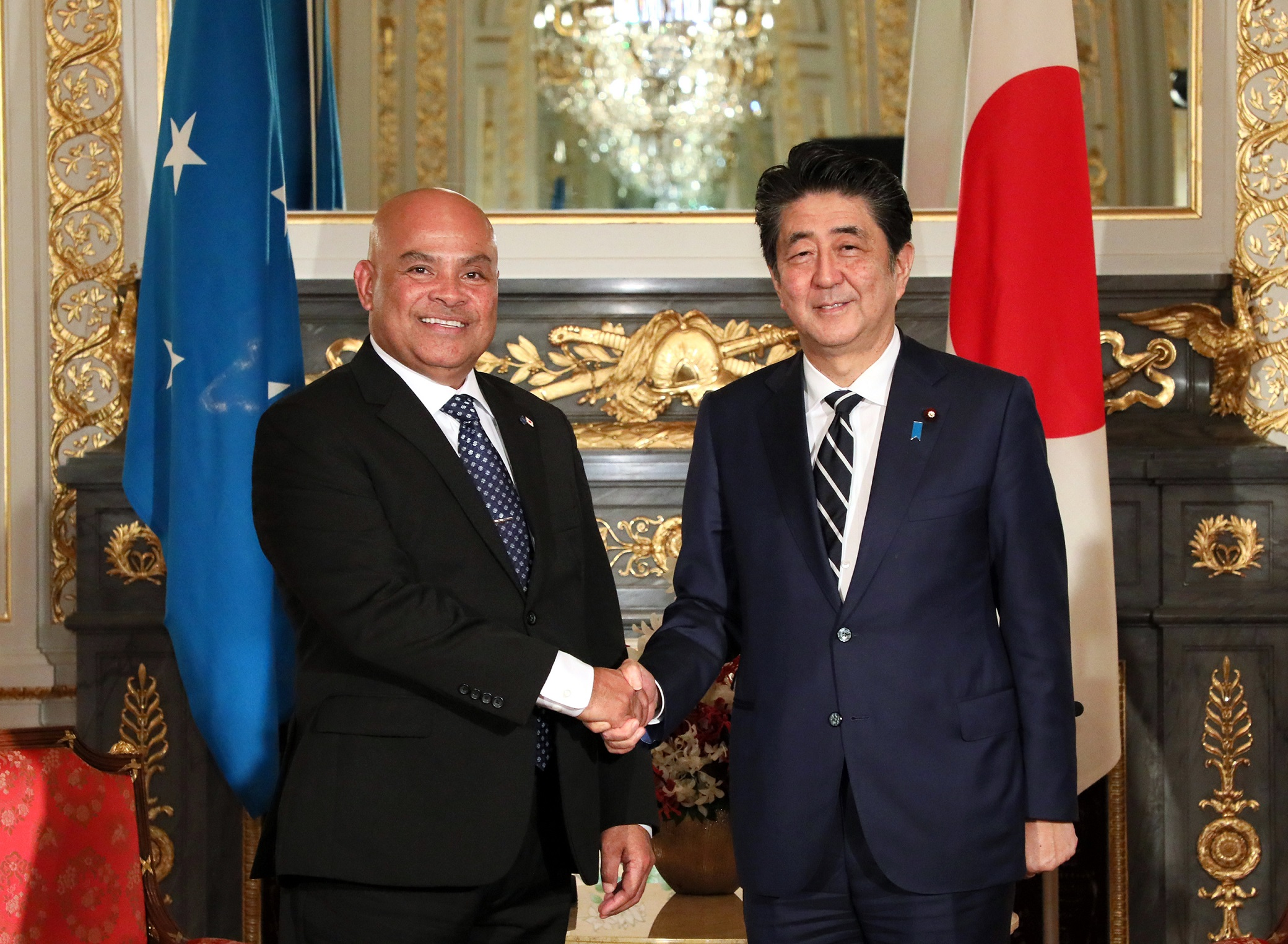
Le président micronésien David Panuelo et le premier ministre japonais Shinzo Abe à l'intronisation de l'empereur du Japon Naruhito le 21 octobre 2019.

Le président, en tant que chef du pouvoir exécutif, est chargé de mettre en œuvre les lois et politiques nationales. Il supervise l'administration nationale même si certaines fonctions sont exercées par des agences semi-autonomes, à l'image du modèle américain. Par exemple, l'Autorité maritime micronésienne est chargée de la négociation des accords de pêche avec les navires étrangers et du respect des zones de pêche. Le président est chargé de préparer le budget annuel. Il peut lancer des politiques publiques mais les questions politiques de fond, ainsi que les nominations des principaux responsables de l'exécutif, des ambassadeurs, des juges des tribunaux nationaux, sont soumises à l'approbation du Congrès,. Dans le cas où il est nécessaire « de préserver la paix, la santé ou la sécurité publiques, en cas d'extrême urgence causée par des troubles civils, une catastrophe naturelle ou une menace immédiate de guerre ou d'insurrection », le président peut déclarer l'état d'urgence pendant trente jours. Il peut alors émettre des décrets appropriés et suspendre un droit civil à l'abri de toute ingérence judiciaire pendant ces trente jours. Durant cette période, le Congrès des États fédérés de Micronésie doit se réunir pour examiner la révocation, la modification ou l'extension de la déclaration. Dans ce dernier cas, après trente jours, le pouvoir judiciaire reprend tout de même ses droits. Le président est également chef de l'État, et symbolise et représente la souveraineté du peuple des États fédérés de Micronésie et l'indépendance nationale. Son vice-président est, dans la Constitution, chargé de lui succéder en cas de décès ou d'invalidité. Il est également un membre du gouvernement et exécute les tâches assignées par le président.

#### Les relations entre le pouvoir législatif et le pouvoir exécutif

##### Le cheminement législatif
Un projet de loi soumis au Congrès doit passer deux lectures sur des jours distincts. Lors de la première lecture, un vote des deux tiers des quatorze membres est requis. À l'occasion de la seconde, les sénateurs se réunissent en quatre délégations correspondant à leur État d'appartenance, chacune bénéficiant d'une voix. Un vote des deux tiers est également requis, ce qui en l'état actuel du fédéralisme micronésien, correspond à trois voix sur quatre,. Ce processus législatif reflète, de même que la composition du Congrès, le compromis entre la représentation des États et celle de la population. Il égalise les pouvoirs entre les quatre États et permet aux plus petits d'entre eux de ne pas être mis en minorité. Un amendement retoqué lors du référendum constitutionnel de 2002 proposait de réduire à la majorité simple (huit voix) l'adoption en première lecture et de fixer à dix voix celle en deuxième lecture. Il aurait eu pour effet de réduire à néant l'opposition à un projet de loi des délégations des petits États de Yap et Kosrae, les voix des sénateurs de Chuuk et Pohnpei suffisant à l'adoption d'un texte en deuxième lecture.
Le projet de loi est ensuite transmis au Président des États fédérés de Micronésie. S'il le désapprouve, il dispose d'un droit de veto. Il doit ensuite retourner le projet avec ses objections au Congrès sous dix jours, ou trente jours si le Congrès a dix jours ou moins de session restante ou a ajourné. Dans le cas de délais non respectés, la loi est considérée approuvée,. Le veto présidentiel peut être repoussé par le Congrès, les sénateurs étant réunis en délégations d’États, au moyen de trois voix sur quatre,,. Au même titre que pour l'élection présidentielle, le sous-effectif d’États, comparativement à ce qui était envisagé lors de la rédaction de la Constitution, a des conséquences. Les sénateurs partisans d’une mesure promulguée ne devraient avoir aucune difficulté à passer outre un véto présidentiel. Celui-ci est donc peu efficient.
Au début des années 2000, une proposition d'amendement prévoyait d'augmenter le quorum à trois quarts (onze voix) de l’ensemble des membres. L'ancien président John Haglegam jugeait, cependant, que l'absence d'idéologies et de partis politiques, en ne fondant donc les votes des sénateurs que sur leurs seuls intérêts individuels, rendrait cette modification inefficace, le président étant perçu comme un rival politique sur la scène nationale.

##### Des relations heurtées entre l'exécutif et le législatif
Selon N. Meller, sous la Tutelle, « les assemblées législatives de district puis le Congrès de Micronésie ont été le pivot sur lequel les Micronésiens ont appuyé leurs efforts pour modifier et finalement mettre fin au régime américain », de type présidentiel, et ressenti comme un pouvoir exécutif effréné qu'il faut contenir. Les délégués à la Convention constitutionnelle de 1975 ont, d'après lui, « accordé relativement peu d'attention à leur décision d'adopter une forme présidentielle de gouvernement » et étaient trop « vaguement conscients du système parlementaire comme une forme potentielle à envisager ». Certains hommes politiques micronésiens pensent que l'amélioration des communications entre l'exécutif et le législatif pourrait passer par la création d'un porte-parole du président non membre du Congrès et ne participant qu'au débat. N. Meller estime qu'un meilleur équilibre des relations pourrait passer par un refus aux membres du Congrès du droit de présenter des projets de loi de crédits ou de recettes non approuvés par l'exécutif, en limitant leur possibilité de prise de décision unilatérale. De même, le Congrès pourrait ne pas être autorisé à augmenter des dépenses sans prévoir l’augmentation des recettes nécessaires. Il pense que « les anciennes autorités métropolitaines administrant la Micronésie dans le passé ont rendu un mauvais service » aux Micronésiens « en introduisant des formes et des processus gouvernementaux qui capitalisent sur les conflits, forcent les divisions formelles et prennent des décisions par le biais d'un processus arbitraire de comptage des organes. Ni le système de Westminster ni le système présidentiel ne correspondent bien à l’approche consensuelle de la région en matière de prise de décision ».

#### Le pouvoir judiciaire

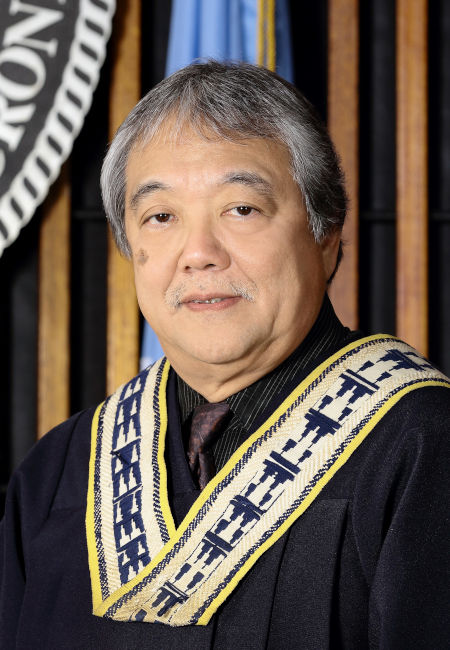
Dennis K. Yamase, juge en chef de la Cour suprême des États fédérés de Micronésie.

##### Membres et fonctionnement
L'article XI prévoit une Cour suprême, investie du pouvoir judiciaire, plus haute juridiction du pays, dont les décisions doivent être conformes à la Constitution. Elle rend possible l'existence d'autres cours nationales inférieures. La Cour suprême comprend un juge en chef et pas plus de cinq juges associés,. Les juges sont nommés par le président et doivent être approuvés par les deux tiers du Congrès,. Les qualifications des juges de la Cour suprême et des autres juges des tribunaux nationaux sont fixées par la loi. Les juges sont nommés à vie. Ils peuvent être révoqués pour des raisons de trahison ou de corruption par un vote des deux tiers au Congrès,. Le juge en chef administre les tribunaux nationaux. Il peut établir des règles régissant la procédure judiciaire et la preuve, l'affectation des juges, l'admission et la discipline des avocats. Il peut nommer des juges temporaires. Chaque juge est membre à la fois de la division de première instance et de la division d'appel. Une affaire en première instance peut être traitée par un seul juge mais ils doivent être trois en appel et ne pas avoir participé à la division de première instance. La décision se fait alors à la majorité.
Un amendement proposé à plusieurs reprises lors de référendums constitutionnels, prévoyait que le nombre de juges soit d'au moins quatre, un affecté à chaque État, ce qui aurait augmenté les frais de fonctionnement mais aurait permis, selon John Haglelgam, de garantir aux citoyens un accès plus aisé à la Cour suprême,. Un autre amendement soumis au vote en 2002 prévoyait la création d'un bureau de procureur indépendant, mieux protégé des pressions politiques, chargé d'enquêter et de poursuivre les crimes en col blanc et les crimes impliquant de hauts fonctionnaires du gouvernement national.

##### Les champs d'actions de la Cour suprême
La Cour suprême juge les affaires criminelles majeures telles que le Congrès en a défini le périmètre, les cours de justice des États étant chargées des autres,. La Cour suprême a le pouvoir d'examiner la mise en accusation du président ou du vice-président, et un tribunal spécial est établi pour examiner la mise en accusation d'un juge de la Cour suprême. La Cour suprême est investie de la compétence initiale et d'appel pour toutes les affaires relevant de la Constitution. Elle a la responsabilité finale d’interpréter la Constitution. Par conséquent, les décisions des cours de justice des États nécessitant une interprétation de la Constitution fédérale doivent être certifiées par la Cour suprême. Les tribunaux des États sont également tenus de certifier les questions de droit national à la division d'appel de la Cour suprême fédérale pour décision ou renvoi, mais cette disposition a été presque entièrement ignorée. Le Congrès est tenu d'apporter une aide financière aux autorités judiciaires des États.
À la différence de la Constitution américaine, celle micronésienne prévoit que les appels contre les décisions des tribunaux étatiques peuvent être entendus par la division d'appel de la Cour suprême des États fédérés de Micronésie,, ce que seule la Constitution de Kosrae impose en 2001. En outre, la Cour suprême a la compétence exclusive dans les affaires maritimes, sur les affaires affectant un représentant de gouvernement étranger, et dans celles dans lesquelles le gouvernement national est une partie, sauf lorsqu'un intérêt foncier est en cause,. Cependant, la Cour suprême a utilisé son pouvoir d'interprétation sur ce sujet. Elle formule que les cours des États et la première instance de la Cour suprême ont une compétence initiale concurrente sur les affaires impliquant des personnes appartenant à des États différents, lorsqu'il y a un conflit entre un État et un citoyen d'un autre État, ou lorsqu'un pays étranger ou un de ses sujets est une des parties. La cour suprême a jugé que toutes les questions, même foncières, sont concernées. Elle a aussi utilisé la fiction juridique de la compétence concurrente pour entendre des affaires découlant d'activités de pêche dans les eaux territoriales. Les tribunaux des États considèrent ces interprétations comme des intrusions injustifiables. L'ancien président micronésien John R. Haglelgam estime que ces décisions peuvent avoir enfreint la lettre ou l'esprit de la Constitution,. Plusieurs affaires ont été portées devant la première instance de la Cour suprême, les justiciables jugeant peut-être qu'elle serait plus impartiale. Un amendement constitutionnel soumis au vote en 2002 et 2005 proposait d'attribuer la compétence exclusive aux tribunaux des États sur les affaires foncières et celles impliquant les revendications traditionnelles de propriété sur les récifs à l'intérieur des eaux territoriales,.

##### La clause d'orientation judiciaire
L'article XI, § 11 de la Constitution est la disposition relative à l'orientation judiciaire. Elle déclare, dans sa forme de 1975, que les décisions des cours « doivent être conformes à la présente Constitution, aux coutumes et traditions micronésiennes et à la configuration sociale et géographique de la Micronésie ». En ce sens, l'intention des rédacteurs, connue par les Journaux de la Convention constitutionnelle, est primordiale. Une deuxième Convention constitutionnelle, convoquée à Pohnpei, en 1990, ratifiée par plébiscite le 2 juillet 1991, ajoute la phrase suivante : « En rendant une décision, le tribunal doit consulter et appliquer les sources des États fédérés de Micronésie ». Malgré l'absence de journaux complets pour cette Convention, au contraire de celle de 1975, renseignant sur les intentions des rédacteurs, Edward C. King y perçoit une réaffirmation en sourdine de la préoccupation de l'origine des sources du droit constitutionnel. Les rédacteurs de la Convention de 1975 se sont grandement appuyés sur le droit constitutionnel des États-Unis, par conséquent, « les interprétations par les tribunaux américains de dispositions constitutionnelles similaires dans la Constitution des États fédérés de Micronésie peuvent servir de preuves de l'intention des rédacteurs uniquement jusqu'au moment où la Constitution des États fédérés de Micronésie a été adoptée ou ratifiée », mais la disposition relative à l’orientation judiciaire oblige toutes les décisions de justice à être conformes à la culture et à la géographie micronésiennes. Sur ce fondement, une norme comme le bénéfice du doute, reconnue tant par les États-Unis que par de nombreux pays à travers le monde, ayant toujours été appliquée dans les juridictions judiciaires micronésiennes antérieures, est considérée comme applicable dans les États fédérés de Micronésie. A contrario, le droit américain ne peut être opposé à une disposition constitutionnelle micronésienne ainsi que l'a statué la Cour suprême en 1985. Contrairement à la pratique judiciaire du temps du Territoire sous tutelle des îles du Pacifique, le droit coutumier n'est pas dans une position inférieure à celle du droit écrit, le droit coutumier et le système juridique constitutionnel micronésien jouent des rôles différents mais complémentaires et non subordonnés. Selon une interprétation de la cour de justice de Pohnpei, le premier a pour objet de mettre fin aux conflits et de désamorcer les tensions, alors que le second sert à faire préserver l'ordre, le respect des lois et à placer les individus devant la responsabilité de leurs actes. Selon le code pénal national, à partir du moment où une action en justice a été intentée et doit aboutir à une peine, un tribunal doit reconnaître les coutumes généralement acceptées, déterminer leur applicabilité et leurs effets.
L'article V de la Constitution énonce que les traditions micronésiennes peuvent être protégées par la loi, notamment en cas de contestations. Une loi protégeant la tradition ne peut donc pas être déclarée inconstitutionnelle même si elle viole directement la Déclaration des droits de la Constitution,. La clause d'orientation judiciaire contient donc une ambiguïté, voire une contradiction : la Constitution d'une part, le droit américain qui sert de modèle et les coutumes et la tradition d'autre part peuvent ne pas être cohérentes entre elles,. Dans de nombreux cas, les excuses coutumières sont considérées comme des facteurs atténuants dans les procédures de détermination de la peine par un tribunal voire un facteur déterminant dans la réalisation ou non de poursuites judiciaires. En revanche, la pratique de châtiments corporels tels que le passage à tabac, susceptible d'être pratiqué dans le cadre de peines traditionnelles, est en contradiction avec la Déclaration des Droits de la Constitution et pose de complexes problèmes de droit, par exemple sur la nature de justice et le respect de la clause d'orientation,. Le droit moderne met beaucoup plus l'accent sur la culpabilité individuelle et les intérêts généraux de la société alors que le droit traditionnel, et notamment les cérémonies coutumières de pardon, a aussi pour objectif de prévenir de nouveaux conflits et d'apaiser les émotions intenses et les sentiments blessés.

#### Le pouvoir traditionnel
L'article V de la Constitution, élaboré à l'initiative des chefs traditionnels lors de la convention de 1975, affirme que le rôle et la fonction des chefs traditionnels, tels que reconnus par la coutume et la tradition, ou attribués par la loi ou une disposition d'une constitution, au niveau fédéral ou étatique, ne peuvent être affectés par le contenu de la Constitution fédérale. Ils sont, par conséquent, susceptibles de remplir n'importe quel rôle à n'importe quel niveau de gouvernement. La section 11 de l'article IX de la Constitution autorise un État à attribuer un de ces sièges de deux ans à un chef traditionnel, ce qu'aucun n'a fait pour le moment,, en raison peut-être de la réduction du nombre de sièges lors du passage du Congrès de Micronésie au nouveau Congrès. De l'avis de Alan B. Burdick, seul l’État de Yap est susceptible de réserver un de ses sièges à un chef traditionnel si le nombre de sièges augmentait.

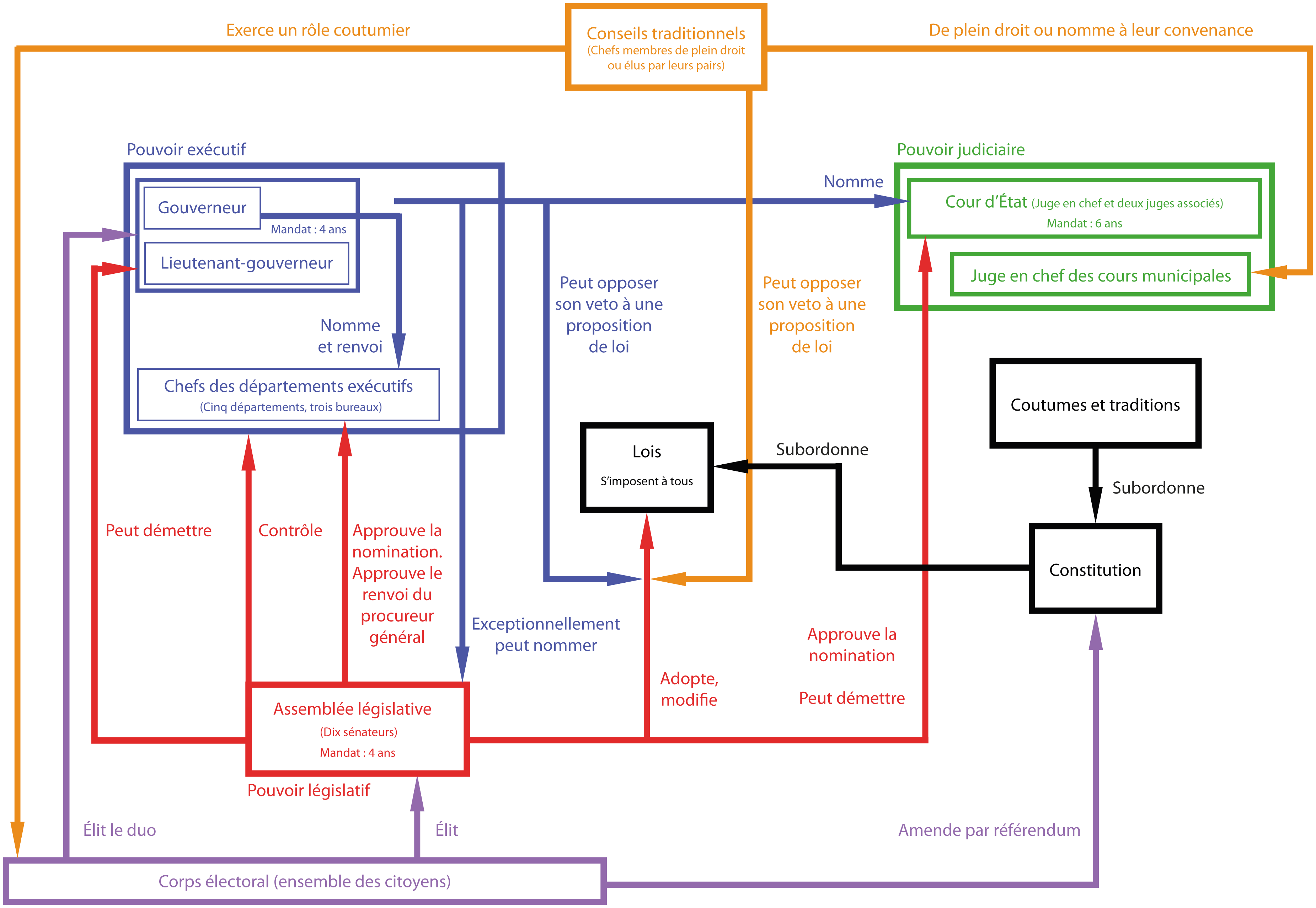
Les quatre pouvoirs institutionnels de l'État de Yap.

L'article V prévoit la possibilité pour le Congrès de créer une chambre des chefs, sans en définir la fonction, composée de chefs traditionnels de chaque État ayant de tels chefs et de représentants élus d'États n'ayant pas de chefs traditionnels,. En 1975, la plupart des délégués étaient tombés d'accord sur le fait que la place des chefs dans les gouvernements était au niveau des États. Pour Alan B. Burdick, « La diversité des cultures et des langues, l'absence de tout précédent moderne ou traditionnel de gouvernement de vastes régions par des conseils de chefs (sauf à Yap) et le manque relatif de compétence des chefs traditionnels dans les processus modernes de législation et d'administration semblent être les principales raisons pour lesquelles ils n'ont pas reçu ces pouvoirs. ». Seul l’État de Yap, avec les conseils traditionnels, leur a octroyé une place, majeure qui plus est. L'État de Pohnpei l'a envisagé lors de l'élaboration de sa propre Constitution en 1983-1984.
Le projet de création d'une chambre des chefs est réapparu lors de la convention constitutionnelle de 1990. Les délégués de Kosrae, n'ayant plus de chefs, s'y sont opposés. D'autres délégués ont mis en doute son utilité en constatant que les coutumes et traditions ne sont pas strictement les mêmes entre chaque État, ou que cette chambre pourrait involontairement limiter l'autorité traditionnelle des chefs, en les soumettant aux préceptes juridiques occidentaux, qu'elle gèlerait l'organisation sociale et détruirait la fluidité actuelle du système des titres, des lignées et des clans. De façon générale, les Micronésiens jugent que le pouvoir du Congrès est trop fort et que celui-ci peut être contrebalancé si un rôle formel dans le gouvernement national est dévolu aux chefs. Finalement, le référendum de 1991 comprend une proposition de création d'une chambre des chefs chargée "de conseiller sur les questions de coutumes et de traditions, de promouvoir et de protéger les coutumes et traditions et de promouvoir la paix et l'unité". Elle est rejetée par les électeurs micronésiens avec des différences selon les États. À Kosrae, où il n'y a pas de chef, elle est majoritairement approuvée alors qu'à Yap, elle reçoit une forte opposition. « Éloigner les chefs du gouvernement semble avoir été un moyen délibéré de préserver à la fois leur rôle de protecteurs du peuple et les structures traditionnelles des blocs de pouvoir concurrents. » L'ambition démesurée et les tentatives injustifiées d'exercer le pouvoir sont ainsi freinées.

### Finances
Pour des raisons techniques, il est temporairement impossible d'afficher le graphique qui aurait dû être présenté ici.

Provenance des fonds des dépenses publiques en pourcentage en 2016.
Les fonds recueillis ou perçus par le gouvernement fédéral sont déposés dans un fonds général ou des fonds spéciaux et ne peuvent en être retirés qu'en vertu de la loi. La Constitution n'autorise le gouvernement national qu'à percevoir deux types d'impôts généraux : les taxes sur les importations et les impôts sur le revenu. Au moins la moitié de toutes les recettes fiscales nationales doivent être versées au trésor public de l'État dans lequel elles ont été collectées. Le gouvernement national a l'autorité juridique suprême sur les ressources marines. Il réglemente la propriété, l'exploration et l'exploitation des ressources naturelles dans l'espace océanique à douze milles au-delà des lignes de base de l'île. Il peut conserver tous les revenus issus de la pêche et de l'exploitation d'autres ressources marines, à l'exception de la moitié des revenus nets provenant des minéraux des fonds océaniques qui doit être versée aux États concernés. Plusieurs amendements ont tenté d'augmenter la part des recettes fiscales des États en diminuant la part fédérale, ou par la création d'une taxe sur la valeur ajoutée.
La Constitution prévoit que les aides financières étrangères, hormis lorsqu'elles sont soumises à condition ou sont destinées à des objectifs précis, sont déposées dans un fonds spécial et réparties en cinq parts égales entre les quatre États et le gouvernement national,. Dans les faits, presque toutes les subventions étrangères, notamment celles du Traité de libre-association, sont accordées spécifiquement pour certains projets,. Dans les autres cas, le gouvernement a pris l'habitude de négocier avec les États pour qu'une formule de répartition soit inscrite dans les accords d'aides. Dans quelques rares cas, le gouvernement national a simplement ignoré la Constitution. Un amendement retoqué en 2002 proposait que les aides étrangères sans spécification précise soient déposées dans un fonds spécial et réparties entre le gouvernement national et les quatre gouvernements des États conformément à un accord négocié. La pratique aurait été ainsi intégrée à la Constitution.
Le président des États fédérés de Micronésie soumet un budget annuel au Congrès, et le Congrès doit affecter des fonds pour tous les projets de loi adoptés. Aucun projet de loi de crédits, à l'exception de ceux recommandés par le président pour adoption immédiate ou pour couvrir les dépenses de fonctionnement du Congrès, ne peut être adopté en dernière lecture tant que le projet de loi attribuant des fonds pour le budget n'a pas été promulgué. Le président peut opposer son veto à un crédit dans tout projet de loi adopté par le Congrès.
Un auditeur public est nommé pour quatre ans par le président avec l'avis et le consentement du Congrès. Son rôle est d'inspecter et d'auditer les comptes dans chaque branche, département, agence ou autorité statutaire du gouvernement national et dans d'autres entités juridiques publiques ou organisations à but non lucratif recevant des fonds publics du gouvernement national. Des tâches supplémentaires peuvent être prescrites par la loi. Indépendant du contrôle administratif, il doit cependant produire un rapport au moins une fois par an au Congrès. Son traitement ne peut être réduit pendant la durée de son mandat. Le Congrès peut révoquer l'auditeur public de ses fonctions pour un motif valable par un vote des deux tiers. Dans ce cas, le juge en chef nomme un vérificateur public par intérim jusqu'à ce qu'un successeur soit confirmé.

### Environnement

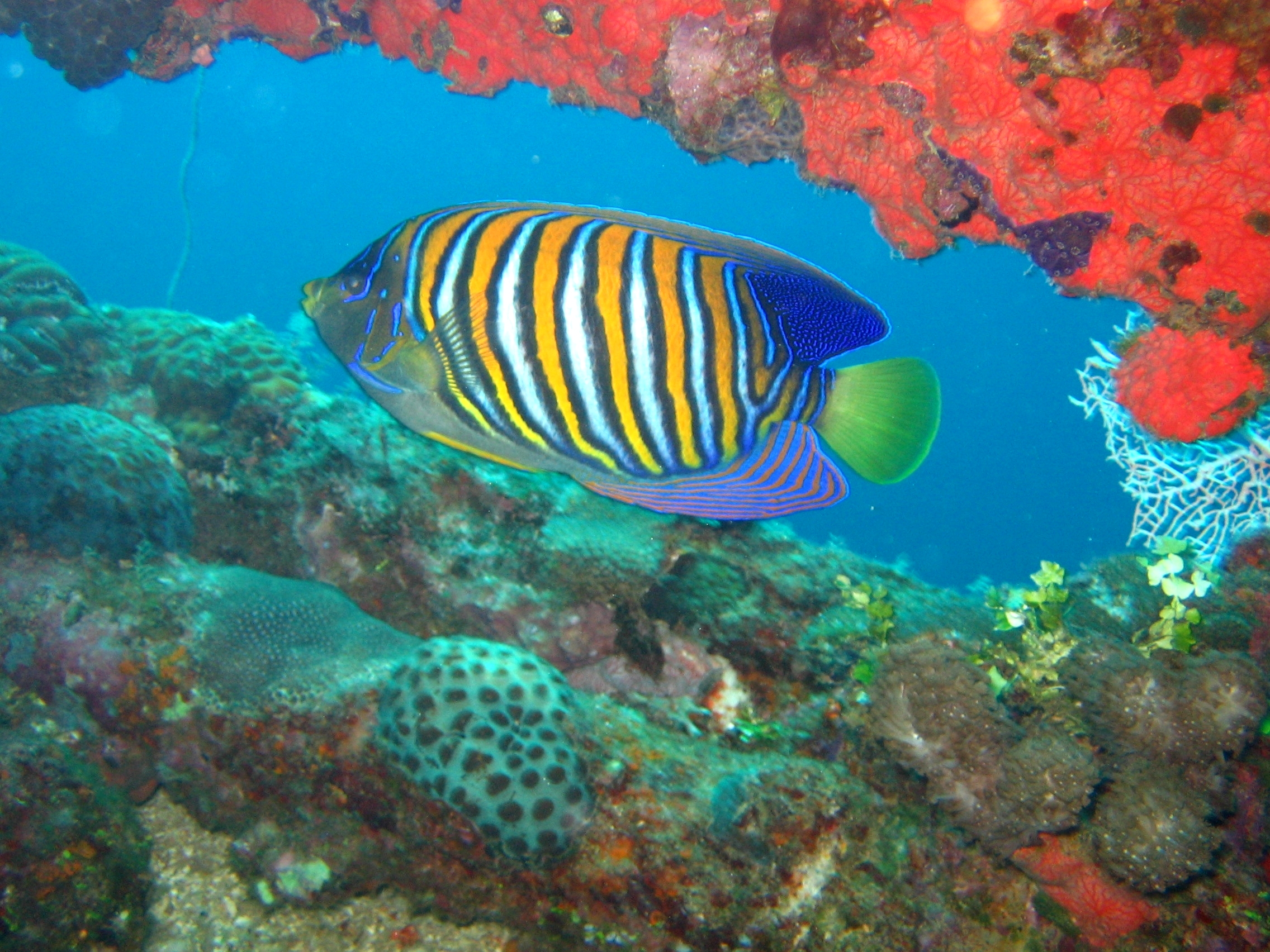
Fond marin dans l’État de Chuuk.

La protection de l'environnement est jugée être de la responsabilité principale des États et la Constitution fédérale n'y fait référence que sur des points particuliers. La section 2 de l'article XIII énonce que « les substances radioactives, chimiques toxiques ou autres substances nocives ne peuvent être testées, stockées, utilisées ou éliminées dans la juridiction des États fédérés de Micronésie sans l'approbation expresse du gouvernement national des États fédérés de Micronésie ». Cette disposition s'applique à tous y compris aux gouvernements étrangers et donc aux États-Unis avec lesquels le pays est en libre association. Toutefois, le traité accorde aux États-Unis le pouvoir de déterminer la façon d'assurer la sécurité de la fédération. Or, une politique micronésienne visant à limiter le potentiel de déploiement nucléaire américain peut être perçue comme une violation du traité et aboutir à la perte du financement perçu par les États fédérés de Micronésie. Selon Alan B. Burdick, une autorisation qui serait accordée aux Américains par le gouvernement fédéral à des fins de défense serait accompagnée de conditions très restrictives pour éviter les déversements de déchets toxiques.

### Révision et amendements
La convocation d'une convention constitutionnelle est liée à un référendum décennal automatique imposé par la Constitution micronésienne. L'article XIV de cette dernière impose en effet la tenue au moins tous les dix ans d'un référendum demandant à la population : « Une convention doit-elle être mise en place pour réviser ou amender la Constitution ? ». Une majorité absolue des voix au niveau national suffit, et aucun quorum de participation n'est exigé.
Dans le cas d'un vote positif, le Congrès doit organiser l'élection des délégués de la convention au plus tard lors des prochaines législatives. La convention est alors chargée de proposer des amendements.
Des amendements peuvent également être proposés par le parlement, ou bien directement par la population. Dans ce dernier cas, en accord avec son article XIV, additionné du Constitutional Amendment Procedure Act de 1990, les signatures d'au moins 10 % de l'ensemble des électeurs inscrits sur les listes électorales doivent être réunies dans chacun d'au moins trois des quatre États constituant le pays : Chuuk, Kosrae, Pohnpei et Yap.
Une proposition d'amendement constitutionnelle est considérée comme valide à la condition de recueillir une majorité qualifiée de 75 % des suffrages exprimés en sa faveur dans au moins trois quarts des États. Selon le politologue Dag Anckar, une exigence si élevée est courante dans les pays insulaires marqués par une forte fragmentation culturelle et où existe le risque qu'un segment de population, ici un État, ait un pouvoir électoral écrasant. Cette exigence pour la ratification est jugée comme presque inatteignable par la plupart des délégués de la convention constitutionnelle de 1990 qui proposèrent de l'abaisser à la majorité simple dans trois quarts des États. Cet amendement ne fut pas adopté lors du référendum de 1991. Le résultat des référendums constitutionnels mis en œuvre est légalement contraignant,. Si plusieurs amendements contradictoires sont adoptés simultanément, celui ayant remporté le plus de suffrages prévaut.

### Accessibilité
La Constitution des États fédérés de Micronésie est accessible sur le site internet du Système d'information légal des États fédérés de Micronésie depuis novembre 2001.

## Sources